# Ешфельд
Ешфельд (нім. Eschfeld) — громада в Німеччині, розташована в землі Рейнланд-Пфальц. Входить до складу району Бітбург-Прюм. Складова частина об'єднання громад Арцфельд.
Площа — 4,78 км2. Населення становить 194 ос. (станом на 31 грудня 2020).